# Locomotiva Thomas și prietenii săi
Thomas și prietenii săi (în engleză Thomas & Friends), numită anterior Locomotiva Thomas și prietenii săi  (în engleză Thomas the Tank Engine and Friends), este numele unei celebre serii de televiziune bazate pe cărțile The Railway Series (în română Seria Cailor Ferate) scrise de Wilbert și Christopher Awdry. Seria Cailor Ferate  prezintă aventurile de zi cu zi ale unui grup de locomotive care au viață și trăsături umane. 
Deși primele povești au fost relatate în anul 1943, din pricina condițiilor de război, primul volum, "The Three Railway Engines" (în română "Cele trei locomotive"), a fost publicat abia în anul 1945.
Locomotiva Thomas a avut și are un succes mondial, serialul fiind pe primul loc pentru al zecelea an la rând, în clasamentul primelor 10 seriale preferate de preșcolarii din Anglia, iar jucăriile cu Thomas sunt pe primul loc în clasamentul celor mai vândute jucării pentru preșcolarii din Statele Unite ale Americii. Thomas a apărut în cărți, DVD-uri, CD-uri,￼￼ VHS-uri, discuri muzicale, jucării, reviste, chiar și pe etichetele sucurilor sau ca forme culinare. De asemenea, franciza deține un număr de opt parcuri tematice proprii în Japonia (două), Australia, Marea Britanie (două), Malaezia, China și SUA.
În prezent, franciza Thomas & Friends aparține companiei HIT Entertainment care a achiziționat în 2002 grupul Gullane Entertainment, deținătorii la acel timp. În 2012, HIT Entertainment a fost achiziționatǎ de gigantul Mattel, una dintre cele mai mari companii producǎtoare de jucǎrii din SUA. Brandul Thomas & Friends se aflǎ în prezent în divizia Fisher Price a companiei Mattel Inc.

## Producții
Seria a fost adaptată pentru televiziune de Britt Allcroft în anii 1980 iar primele patru sezoane au la bază operele din Povești de pe calea ferată. Sezoanele ulterioare au episoadele scrise integral pentru televiziune. În prezent serialul are 24 sezoane de televiziune (584 de episoade), un lungmetraj cinematografic, 13 filme, un sezon derivat cu 13 episoade, dar și peste 100 de cântece proprii.
În perioada în care pentru producerea episoadelor și a filmelor au fost utilizate diorame și modele la scarǎ, respectiv între anii 1984-2008, filmǎrile au avut loc la Shepperton Studios din Anglia, studiouri renumite pentru filmele Harry Potter sau anumite filme din Universul Marvel. Din 2008 dioramele și machetele la scarǎ nu mai sunt utilizate pentru producerea episoadelor și a filmelor, optându-se pentru animație CGI. Animația CGI a fost produsă de Nitrogen Studios din Canada în perioada 2008-2012, iar din 2013 sarcina a fost preluatǎ de Arc Productions din Canada. În August 2016 studiourile Arc au devenit parte a Jam Filled.

### Serialul de televiziune
| Sezon | Sezon      | Premieră                | Episoade | Premieră în România                                                                               |
| ----- | ---------- | ----------------------- | -------- | ------------------------------------------------------------------------------------------------- |
|       | Sezonul 1  | 4 septembrie 1984 (UK)  | 26       | anul 2009 11 ianuarie 2007 (JimJam)                                                               |
|       | Sezonul 2  | 2 septembrie 1986 (UK)  | 26       | anul 2009 26 noiembrie 2007 (JimJam)                                                              |
|       | Sezonul 3  | 12 septembrie 1991 (UK) | 26       | 7 mai 2008 (JimJam)                                                                               |
|       | Sezonul 4  | 10 septembrie 1994 (UK) | 26       | 24 iulie 2009 (JimJam)                                                                            |
|       | Sezonul 5  | 1 septembrie 1998 (UK)  | 26       | 6 august 2009 (JimJam)                                                                            |
|       | Sezonul 6  | 3 august 2002 (UK)      | 26       | 1 septembrie 2009 (JimJam)                                                                        |
|       | Sezonul 7  | 4 octombrie 2003 (UK)   | 26       | 14 septembrie 2009 (JimJam)                                                                       |
|       | Sezonul 8  | 1 august 2004 (UK)      | 26       | 25 septembrie 2006 (Minimax) și 1 noiembrie 2009 (JimJam)                                         |
|       | Sezonul 9  | 4 septembrie 2005 (UK)  | 26       | 26 septembrie 2008 (Minimax) și 14 noiembrie 2009 (JimJam)                                        |
|       | Sezonul 10 | 2 octombrie 2006 (UK)   | 28       | 1 aprilie 2010 (JimJam)                                                                           |
|       | Sezonul 11 | 3 septembrie 2007 (UK)  | 26       | 14 aprilie 2010 (JimJam)                                                                          |
|       | Sezonul 12 | 1 septembrie 2008 (UK)  | 20       | Nedifuzat                                                                                         |
|       | Sezonul 13 | 25 ianuarie 2010 (UK)   | 20       | 23 martie 2010 (Minimax)                                                                          |
|       | Sezonul 14 | 11 octombrie 2010 (UK)  | 20       | 7 mai 2011 (Minimax)                                                                              |
|       | Sezonul 15 | 1 martie 2011 (UK)      | 20       | 28 martie 2012 (Minimax)                                                                          |
|       | Sezonul 16 | 20 februarie 2012 (UK)  | 20       | 19 martie 2013 (Minimax)                                                                          |
|       | Sezonul 17 | 3 iunie 2013 (UK)       | 26       | 22 martie 2014 (Minimax)                                                                          |
|       | Sezonul 18 | 25 august 2014 (UK)     | 26       | episoadele 1-20: 21 aprilie 2015, ep. 21-26: 6 iulie 2016 (Minimax) și 19 decembrie 2019 (JimJam) |
|       | Sezonul 19 | 21 septembrie 2015 (UK) | 26       | episoadele 1-20: 12 iulie 2016 (Minimax) și 28 decembrie 2019 (JimJam)                            |
|       | Sezonul 20 | 5 septembrie 2016 (UK)  | 28       | 25 decembrie 2017 (Minimax)                                                                       |
|       | Sezonul 21 | 18 septembrie 2017 (UK) | 18       | Nedifuzat                                                                                         |
|       | Sezonul 22 | 3 septembrie 2018 (UK)  | 26       | 15 august 2019 (Minimax)                                                                          |
|       | Sezonul 23 | 2 septembrie 2019 (UK)  | 23       | Nedifuzat                                                                                         |
|       | Sezonul 24 | 2 mai 2020 (UK)         | 23       |                                                                                                   |

### Sezoane spin off
| Titlu | Titlu                                       | Premieră                           | Episoade |
| ----- | ------------------------------------------- | ---------------------------------- | -------- |
|       | „Jack și compania de construcții din Sodor” | 15 august 2006 (UK, direct pe DVD) | 13       |

### Filme
| Titlu | Titlu                                | Premieră                | Durată       | Premieră în România                                        |
| ----- | ------------------------------------ | ----------------------- | ------------ | ---------------------------------------------------------- |
|       | „Cu Toată Viteza Înainte!”           | 6 septembrie 2005 (SUA) | 60 de minute | 24 iunie 2007 (Minimax) și 26 septembrie 2009 (JimJam)     |
|       | „Marea Descoperire”                  | 9 septembrie 2008 (SUA) | 60 de minute | 5 martie 2011 (JimJam)                                     |
|       | „Eroul Șinelor”                      | 8 septembrie 2009 (SUA) | 60 de minute | 17 aprilie 2011 (Minimax) și 3 noiembrie 2019 (JimJam)     |
|       | „Aventură pe Insula Ceții”           | 7 septembrie 2010 (SUA) | 60 de minute | 31 octombrie 2010 (Minimax) și 5 ianuarie 2020 (JimJam)    |
|       | „Ziua Locomotivelor Diesel”          | 6 septembrie 2011 (SUA) | 60 de minute | 25 februarie 2012 (Minimax) și 17 noiembrie 2019 (JimJam)  |
|       | „Misterul de pe Muntele Albastru”    | 3 septembrie 2012 (UK)  | 60 de minute | 1 noiembrie 2012 (Minimax) și 24 noiembrie 2019 (JimJam)   |
|       | „Regele Șinelor”                     | 2 septembrie 2013 (UK)  | 60 de minute | 15 septembrie 2013 (Minimax) și 8 decembrie 2019 (JimJam)  |
|       | „Povestea Celor Curajoși”            | 1 septembrie 2014 (UK)  | 60 de minute | 27 septembrie 2014 (Minimax) și 15 decembrie 2019 (JimJam) |
|       | „Sǎ Înceapǎ Aventura!”               | 3 martie 2015 (SUA)     | 45 de minute | Nedifuzat                                                  |
|       | „Legenda Comorii Pierdute din Sodor” | 17 iulie 2015 (UK)      | 60 de minute | 30 aprilie 2016 (Minimax) și 1 decembrie 2019 (JimJam)     |
|       | „Cursa cea Mare”                     | 21 mai 2016 (UK)        | 60 de minute | 2 martie 2018 (Minimax)                                    |
|       | „Călătorie Dincolo de Sodor”         | 8 august 2017 (SUA)     | 70 de minute | 6 noiembrie 2017 (Minimax)                                 |
|       | „O Lume Mare! Aventuri Mari!”        | 20 iulie 2018 (UK)      | 80 de minute | 15 august 2019 (Minimax)                                   |

### Cinematografie
| Titlu | Titlu                  | Premieră           | Durată       | Premieră în România | DVD în Română |
| ----- | ---------------------- | ------------------ | ------------ | ------------------- | ------------- |
|       | Thomas și Calea Magică | 14 iulie 2000 (UK) | 85 de minute | Nu                  | Nu            |

## Difuzare
| națiune                      | Canal |
| ---------------------------- | --- |
| . UK                         | . Canal 5 (2005-prezent)(canal original actual), 5*(Milkshake!)(actual Duplicat), Nick Jr./Nick Jr. 2 (duplicat în prezent), ITV ( 1984–1994 și 2002–2006) (fostul canal original), TCC (fost duplicat), . Cartoon Network (repetat anterior) Nickelodeon (Repetarea anterioară), BBC (Repetarea anterioară), CBeebies (repetarea anterioară), Canal 4 (1994–2003) (înlocuiește canalul original) |
| . Statele Unite ale Americii | . PBS (1989-1997), UPN (1995-1999), Familia Fox (1998-2000), Nick Jr. (1989-2003) , Noggin (1999–2004), PBS Kids (2004–prezent), PBS Kids Sprout (2005–prezent) |
| . Australia                  | . ABC1 (1985-prezent), ABC2, ABC3, ABC4 Kids (2005-prezent), Nick Jr. Australia |
| . Japonia                    | . Fuji TV (1990-2007), TV Tokyo (2008-2010), NHK Educational Television (2012 până în prezent), Tokyo MX, Cartoon Network Japan , Disney Channel Japonia |
| . Brazilia                   | . Rede Manchete, Discovery Kids Latin America, TV Brasil, SBT, TV Cultura, Rede Globo |
| . Canada                     | . TVO, BBC Kids, Teletoon, Treehouse TV, YTV |
| . Germania                   | . Super RTL, RTL, RTL II, ZDF, Fox Kids, KiKa |
| . Elveția                    | . SRF 1, SRF zwei, RTS 1 RTS 2 RSI La 1 , RSI La 2 |
| . Austria                    | . ORF 1 |
| . Grecia                     | . Alter Channel (2001-2011), Star Channel (2012-prezent) |
| . Cehia                      | . TV Barrandov, Minimax, Jim Jam |
| . Finlanda                   | . Sub Juniori, MTV3 |
| . Suedia                     | . TV4 (Suedia), Kanal 5 (Suedia), Boomerang (Nordic) |
| . Danemarca                  | . DR1, TV 2 (Danemarca) |
| . Norvegia                   | . NRK1 (-2005), TV2 (Norvegia) |
| . Ungaria                    | . M1, Minimax, Jim Jam |
| . Hong Kong                  | . ATV World, Playhouse Disney Channel Asia, buzplay |
| . Indonezia                  | . Indosiar, Playhouse Disney Channel Asia |
| . Italia                     | . Rai Due, Rai Tre, Italia 1, Playhouse Disney |
| . Mexic                      | . Azteca 7, Azteca 13, Proiect 40, Discovery Kids Latin America |
| . Olanda                     | . Nickelodeon, Jim Jam |
| . Noua Zeelandă              | . TV3, FOUR |
| . Filipine                   | . 3ABN, Cartoon Network Filipine, Playhouse Disney Channel Asia, TV5 |
| . Albania                    | . Çufo |
| . Rusia                      | . Telenyanya, (Primul Canal Worldnet) |
| . Polonia                    | . TVP Krakow, MiniMini, Jim Jam, Polsat Jim Jam |
| . Spania                     | . Cadena Tres, Playhouse Disney |
| . Portugalia                 | . Jim Jam, Canal Panda, RTP2 |
| . Singapore                  | . Okto, Playhouse Disney Channel Asia, JimJam |
| . România                    | . Minimax TV, JimJam, Cartoon Network România |
| . Franța                     | . Playhouse Disney, Franța 5, TF1 (din 1980 până în 2000) |
| . Turcia                     | . Minika Çocuk |
| . Taiwan                     | . ETTV YOYO, MOMO TV |
| . China                      | . CCTV-Canal pentru copii |
| . India                      | . POGO, Zee TV |
| . Lumea Arabă                | . MBC 3 |
| . Bosnia și Herțegovina      | . FTV |
| . Coreea de Sud              | . KBS, EBS |
| . Hawaii                     | . Kīwī Hawaii`i、PBSHawaii |
| . Irlanda                    | . RTÉ One, RTÉ2, RTÉjr., Nickelodeon, Cartoon Network, Nick Jr., Nick Jr. 2, TG4, The Den (noiembrie 1989 - martie 1995) , septembrie 1996-iunie 1999) |
| . Țara Galilor               | . S4C |
| . Scoția                     | . BBC Alba |
| . Insulele Feroe             | . Kringvarp Føroya |
| . Israel                     | . Canalul 1 (Israel) |

## Thomas în România

### Televiziune
Primul episod dublat în limba română a fost difuzat pe data de 25 septembrie 2006 pe canalul Minimax. Postul a difuzat sezoanele 8, 9, 13 - 19, precum și toate filmele, cu excepția „Marea descoperire” și „Thomas și calea magică”. Minimax difuzează anual câte un sezon și un film nou din serie. Postul JimJam difuzează primele 11 sezoane de televiziune dublate, alături de filmele „Marea descoperire” și „Cu toată viteza înainte!”. Spre deosebire de JimJam, Minimax nu redifuzează sezoanele anterioare, ci doar pe cele mai recente.

### Publicații
Între anii 2008-2013, defuncta editură Egmont România a publicat colecția „Locomotiva Thomas” care a inclus atât cărți, cât și o revistă cu frecventă lunară. Revista „Thomas și prietenii săi” a fost publicată în perioada septembrie 2008 - decembrie 2013 și totalizează 64 de numere. Editura a publicat de asemenea 19 cărți de citit și 14 cărți de colorat cu activități și jocuri interactive.

### Thomas pe DVD
Un număr de 15 titluri dublate au fost lansate pe DVD în perioada 2007 - noiembrie 2011. Au fost lansate integral sezoanele 1, 2, 8 și filmul Cu Toată Viteza Înainte!

### Companii de producție
- Britt Allcroft Productions Arhivat în 28 decembrie 2008, la Wayback Machine.
- HIT Entertainment
- Nitrogen Studios (Canada) Inc. Arhivat în 31 august 2013, la Wayback Machine.
- Arc Productions (Canada)

### Din România
- Thomas și Prietenii Săi pe situl Minimax
- Thomas și Prietenii Săi pe situl JimJam
- Romanian Thomas Fansite